# Grafton, Wisconsin
Grafton là một làng thuộc quận Ozaukee, tiểu bang Wisconsin, Hoa Kỳ. Năm 2006, dân số của làng này là 10464 người.